# Bachivillers
Bachivillers är en kommun i departementet Oise i regionen Hauts-de-France i norra Frankrike. Kommunen ligger i kantonen Chaumont-en-Vexin som tillhör arrondissementet Beauvais. År 2018 hade Bachivillers 546 invånare.

## Befolkningsutveckling
Antalet invånare i kommunen Bachivillers
| Referens: INSEE |